# Hjalmar Nyström
Hjalmar Nyström (Helsinki, Finlandia, 28 de marzo de 1904-ídem, 6 de diciembre de 1960) fue un deportista finlandés especialista en lucha grecorromana donde llegó a ser subcampeón olímpico en Ámsterdam 1928.

## Carrera deportiva
En los Juegos Olímpicos de 1928 celebrados en Ámsterdam ganó la medalla de plata en lucha grecorromana estilo peso pesado, siendo superado por el luchador sueco Rudolf Svensson (oro) y por delante del alemán Georg Gehring (bronce).